# 容海恩
容海恩 ，JP（1977年6月7日—），現任香港立法會議員（選舉委員會）、執業大律師及「香港青年專業網絡」主席。容海恩於2016年1月加入新民黨。
她對傳媒自稱為「法律界桂綸鎂」。但很多網民稱她更似「馬海倫」，容海恩則回應兩個都「有演技、同佢一樣咁靚女」。此外，她亦是首位在任期內分娩的立法會議員。

## 簡介
容海恩中一至中五就讀於嘉諾撒聖方濟各書院，預科時轉學到玫瑰崗學校。又曾就讀德瑞國際學校（German Swiss International School），後負笈加拿大，畢業於英屬哥倫比亞大學，主修電腦科學。回到香港後在香港城市大学攻讀法律博士學位。容海恩於2008年起成為執業大律師，現為「香港青年專業網絡」的主席。
她在香港城市大學時師從法律學者梁美芬，協助其編撰《China Law Reports》。
2016年1月28日，容海恩正式加入新民黨。她曾公開表示如果新民黨主席葉劉淑儀參選下屆特首，會給予支持。

### 2016年香港立法會選舉
2016年香港立法會選舉，容海恩夥拍譚領律、梁家輝、陳敏娟、唐學良、葉志豪、廖子聰組成七人名單，代表新民黨、公民力量出戰新界東選區地區直選；名單獲得36,183票，獲一席，由容海恩取得。
與其他建制派候選人相比，容海恩過去並無任何政治經驗，其他候選人如陳克勤、葛珮帆、鄧家彪、李梓敬等皆有地區工作的經驗，並曾任或現任區議員及立法會議員，因此她今次被捧上位，被質疑是「西環契女」（意為背後獲香港中聯辦支持），但能力和質素受批評，水平還不如同樣被指獲中聯辦支持的謝偉俊及梁美芬等。

### 2016年-2021年香港立法會議員任期
2018年3月21日，在立法會補選中當選的4名新任議員在立法會大會宣誓就職，當區諾軒宣誓時，葉劉淑儀和容海恩突然站起立高叫「燒《基本法》可恥」後離席。但4人沒受影響並準確和嚴肅地完成宣誓。
2018年2月27日，容海恩聯同一些跨界別議員包括工業界吳永嘉、醫學界陳沛然、體育文化界馬逢國、旅遊界姚思榮和金融界陳振英，以及香港多名遊戲及電競業界代表趁財政預算案公布前夕舉行記者會，促請政府正視本地遊戲及電競業界面對的困難和產業發展需要，在政策和資源上作出配合，全面支援遊戲及電競產業發展。容海恩希望政府盡快研究並落實數碼港提交的「推動香港電競發展報告」中提出的建議，包括提供合適舉辦電競活動和比賽的場地，振興電競活動；培育本地電競初創企業、強化遊戲產業；加強培育專業及業餘的電競人才；加強電競的公眾教育，使電競成為主流運動和建立正面形象。
2020年5月21日，容海恩在立法会根据《议事规则》第四十九B（1A）条动议谴责"议会阵线"议员毛孟靜，批评毛孟靜身为议员及一位母亲，不单对怀孕议员存有偏见，更对其作出侮辱言论，公然歧视怀孕女性，缺乏对女性的基本尊重。另一方面，在2019年12月，平等機會委員會稱雖然不能處理有關議員在立法會的發言的投訴，但毛孟靜涉容海恩言論有歧視懷孕女性之嫌，因為任何人士特別是立法會議員、社會領袖及僱主等，不應對懷孕婦女的工作能力作出假設。

### 2020年香港立法會選舉
容海恩在2020年3月17日宣布退出黨內立法會選舉初選，稱「近日發生咗啲事」，令她認為初選機制似為人度身訂做，結果內定，不是公平機制，稱不甘受屈「為無新界東服務經驗的人抬轎」。她認為，其地區經驗優勝過李梓敬，在新界東與地區樁腳、鄉事有合作經驗，落區過千次。她又形容李梓敬「一出來負二萬票」，因為自由黨不會「過票」予新民黨，「新民黨點解要拎住呢個人？」容海恩補充，未與新民黨主席葉劉淑儀交代退出初選。她說，此刻不會退黨，與新民黨黨員關係好，亦關心該黨發展，就會否參選9月立法會選舉未有決定，但不排除任何可能。

## 爭議

### 被網民發起聯署投訴妨礙司法公正
2017年，警察員佐級協會就曾健超被毆打一案於2月22日舉行會員大會，對七警案判決表達不滿。多名立法會議員包括何君堯、梁美芬及容海恩高調現身支持。有網民發起聯署，質疑三人的舉動對法官造成不必要壓力，或妨礙司法公正，要求大律師公會及香港律師會作紀律處分。

### 被二次創作「議會內外都不應該牽涉太多政治」
在到粵港澳大灣區考察接受港台節目《議事論事》訪問片段，她的一句「我覺得議會內外都不應該牽涉太多政治」成為網絡熱話，有人用類似句式大搞二次創作。容海恩则認為，网络熱議是有人針對撑高铁聯署行動，呼籲市民支持聯署譴責許智峯，標籤「無謂的個人攻擊唔會阻到聯署行動」，又「二次創作」100毛嘅「二次創作」，表示「少講政治都要譴責許智峯」、「少講政治同你講刑事」。

### 被批評身為孕婦卻不支持侍產假加至7天修正案
2018年10月，立法會經過兩日審議政府提出的《2018年僱傭（修訂）條例草案》，最後以大比數三讀通過將男士法定侍產假由3日增至5日的條例草案，但民主派提出將侍產假日數增加至7日的修正案全遭否決，除了屬勞工界的工聯會和港九勞工社團聯會議員在席但不投票外，作為第一名在任期間懷孕的立法會議員的容海恩亦投下反對票，但稱支持政府日後繼續增加侍產假日數。被毛孟靜批評作為「准母親」卻不支持侍產假增至7日，對此「遺憾到無以復加」。

### 輕視疫情出席聚會被送到竹篙灣檢疫中心隔離
2022年1月3日，因為冠狀病毒肺炎的新一波疫情在香港急速升溫，衛生署要求市民立即停止及取消所有人群聚集的宴會及社交活動，但香港特區政府多名主要官員及議員卻於同一天集體出席中國全國人大香港代表洪為民一個不跟足政府防疫指引（賓客進食以外時間除口罩、除口罩離檯交際唱歌和多人涉嫌沒掃安心出行入餐廳等等）的大型生日派對，超過170人在灣仔灣景中心的一家西班牙餐廳聚集，其後有人確診染疫，而被送到竹篙灣檢疫中心隔離21天，後因有涉事者為假陽性而被提早釋放。多名人士涉「知法犯法」令特首林鄭月娥表示非常失望！

## 家庭
曾有報道指容海恩是中資國企華潤集團高層容仁彪的女兒，但指父親已退休，沒有政治聯繫，容海恩被大眾認為跟香港中聯辦關係匪淺，她更在專訪中承認與中聯辦有聯繫，曾上國情班及與中國內地官員溝通，然而她不同意外界認為中聯辦特別關顧她的看法。
2018年8月10日，容海恩與同為新民黨的政策總裁，美國籍的丈夫袁彌昌結婚，二人在尖沙咀半島酒店設宴，她的家公和小姑為政治立場南轅北轍的反共商人兼時事評論員袁弓夷和人民力量前主席袁彌明。容海恩在婚後一個月宣佈懷孕，並承認自己是奉子成婚。2019年1月23日，容海恩剖腹誕下女嬰，成為首位在任期間分娩的立法會議員。同年7月，容海恩再次宣佈懷孕。因對反修例人士反感，曾明言不給女兒學習黃色事物。聲稱「熱愛祖國」的她，在鏗鏘集訪問中只跟兩女兒說英文。
2022年8月5日，容海恩因據香港警務處國家安全處稱，袁弓夷涉嫌違反《港區國安法》中的「顛覆國家政權罪」，登報宣稱與袁弓夷「脫離『爺媳』（翁媳）關係」。儘管宣佈脫離關係，袁弓夷於2023年7月被警方國安處以100萬港幣通緝後，容海恩與丈夫袁彌昌還是被警方上門帶走調查，與丈夫分別在西區警署接受長達三個小時的問話。